# Mykenische Kunst

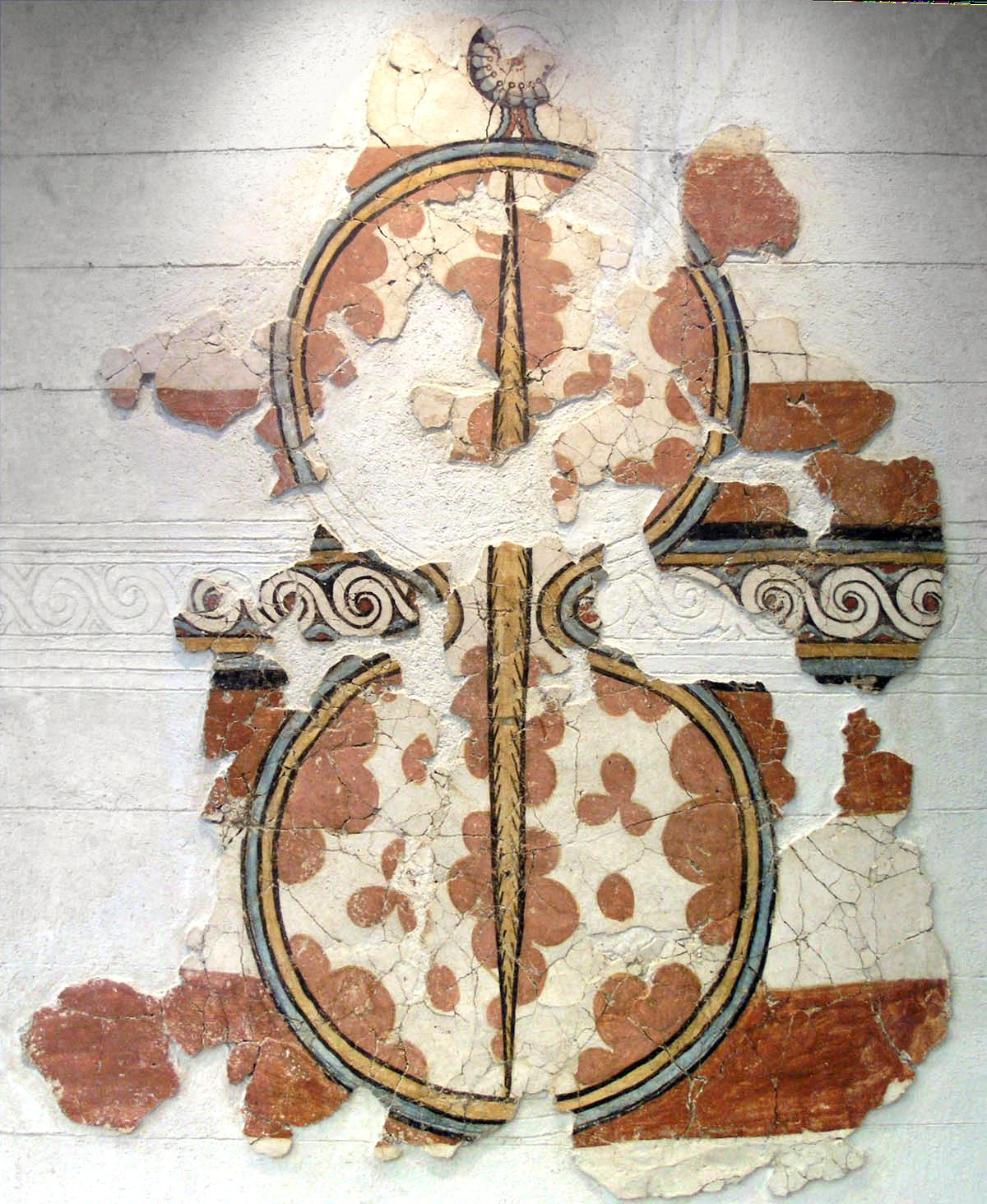
Wandmalereifragmente aus Mykene

Die mykenische Kunst verdankt ihren Namen Heinrich Schliemanns Entdeckungen der mykenischen Kultur in Mykene und einigen anderen Fundplätzen auf dem griechischen Festland. Ab dem späten 3. Jahrtausend v. Chr. (Frühhelladikum III) waren Indogermanen auf dem griechischen Festland zugewandert. Sie vermischten sich mit der einheimischen vorindoeuropäischen Bevölkerung und es kam allmählich zur Ausprägung der frühen griechischen Sprache und der mittelhelladischen Kulturen. Diese  gerieten ab dem späten 17. Jahrhundert unter Einfluss der überlegenen minoischen Kultur der Insel Kreta. Durch die Verschmelzung von mittelhelladischen Traditionen mit den kulturellen Errungenschaften der Kreter entwickelten sich – in Teilen der Peloponnes bereits um 1600 – die mykenische Kultur und die mykenische Kunst.

## Allgemeines
In der mykenische Kunst nimmt die Wandmalerei einen besonderen Stellenwert ein. Sie ist stark von der minoischen beeinflusst.
In der mykenischen Kultur lebt die alte „Naturreligion“ weiter und Sagenerzählungen fehlen auch hier. Deutlich tritt der Heroenkult hervor. Die mykenischen Burgen sind befestigt und beherrscht vom Thronsaal (Megaron) mit seiner Säulenvorhalle. Gewaltige Ruinen von Burgen und Kuppelgräbern zeugen von einem monumentalen Charakter.
Unter den mykenischen Kunstwerken zeugen am ehesten die Kuppelgräber und Burgen von einer eigenen Frömmigkeit, in der sich griechische Einsicht in Größe und Bedingtheit des Menschen verbreitet.

## Wandmalerei

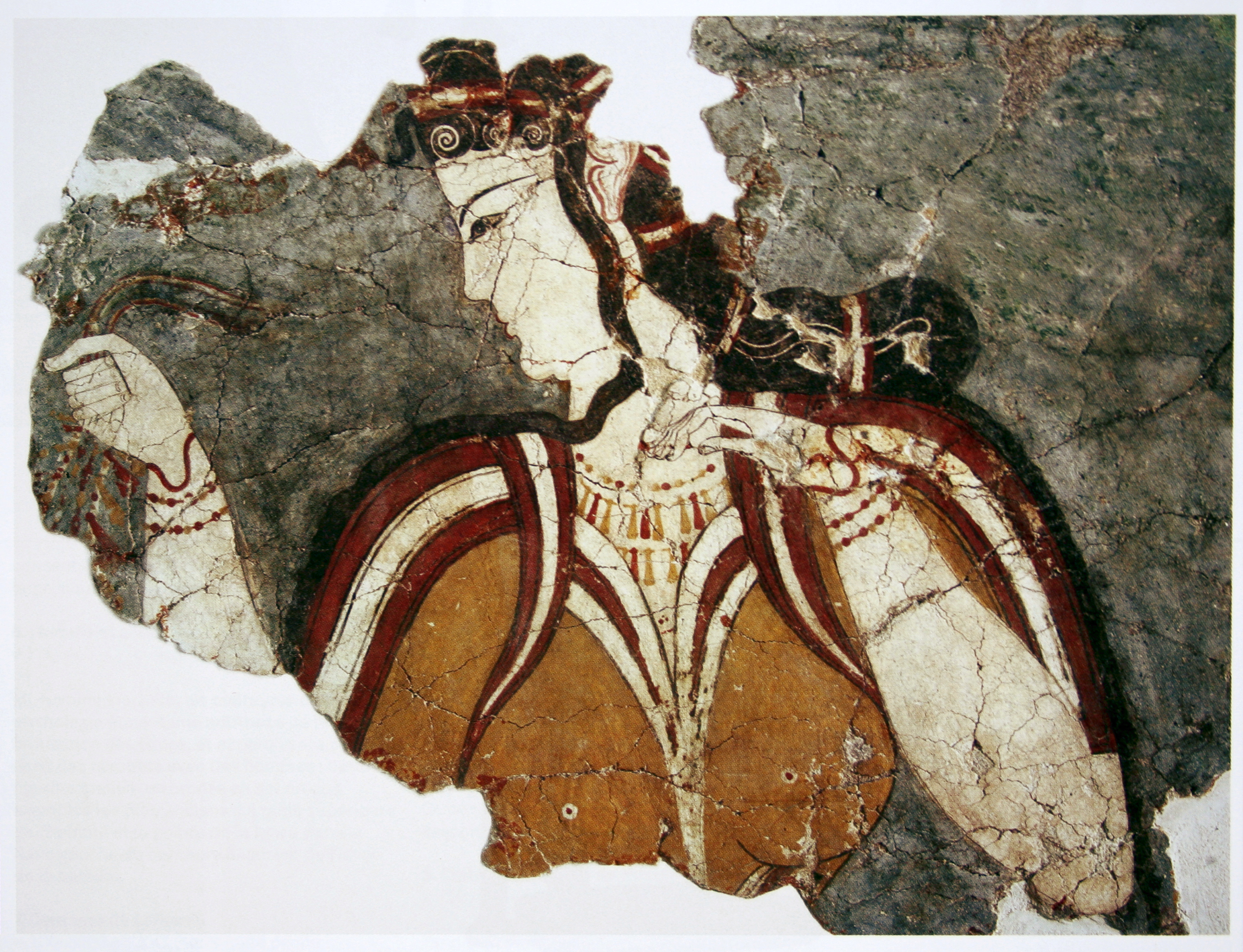
Frauenkopf aus Mykene

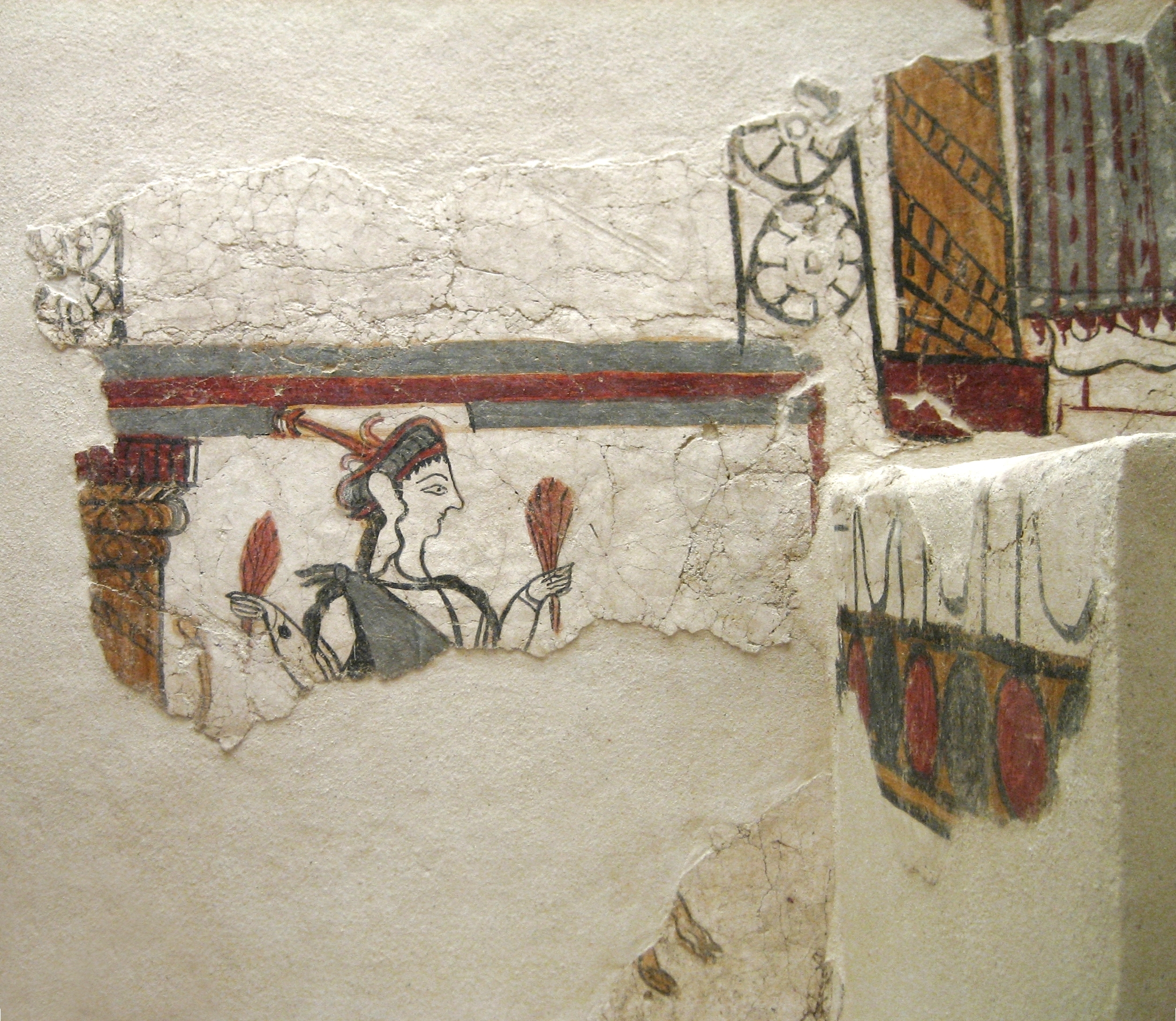
Göttin aus Mykene

Reste von Wandmalerei fanden sich an vielen Orten auf dem griechischen Festland. Die Wandmalerei ist mit hoher Wahrscheinlichkeit aus Kreta übernommen worden und die frühsten Beispiele sind vielleicht sogar von Künstlern, die von der Insel kamen, ausgeführt worden. Frühere Malereien lehnen sich deshalb stilistisch stark an die minoischen an, während erst im Laufe der Zeit ein eigener Stil klar zu erkennen ist. Auch motivisch gibt es Unterschiede. In der mykenischen Malerei spielen Jagd- und Kampfszenen eine wichtige Rolle. Beliebt waren auch großflächige Bemalungen von Fußböden, etwas was man auf Kreta seltener findet. Es ist nicht ganz sicher, welche Technik bei den Malereien benutzt wurde. Zunächst nahm man an, dass es sich um reine Fresken handele, bei der die Farbe noch auf den nassen Putz aufgetragen wurde. Neuere Untersuchungen deuten jedoch an, dass Details auch auf den trockenen Putz aufgetragen wurden, sodass man von Mischung von Fresko- und Seccomalerei sprechen kann.
Die ältesten Reste von Wandmalereien fanden sich in Mykene selbst und datieren in die Epoche Späthelladisch I oder Späthelladisch IIa und damit kurz vor 1450 v. Chr. Es handelt sich um einige kleine Fragmente. Die Datierung erfolgte anhand der hier gefundenen Keramik. Andere frühe Malereien stammen auch aus Mykene und haben starke Verwandtschaft mit Malereien aus Knossos. Es finden sich Frauen, ein Schrein und Stierspringer. Beliebte Themen der mykenischen Wandmalereien sind Prozessionen, ein Motiv, das vielleicht aus Ägypten stammt. Eines der frühsten Beispiele stammt aus Theben. Es sind Frauen dargestellt, die Blumen und Objekte, die kleine Truhen tragen. Der Zug mag auf ein Heiligtum oder Schrein gerichtet sein, von dem aber nichts erhalten ist. Aus Mykene stammt der Kopf einer Frau, der vielleicht um 1350 v. Chr. gemalt wurde und als Meisterwerk gilt. Das Profil ist gekonnt gezeichnet. Augen und Ohren sind naturalistisch wiedergegeben. Die Brust ist frontal gemalt.

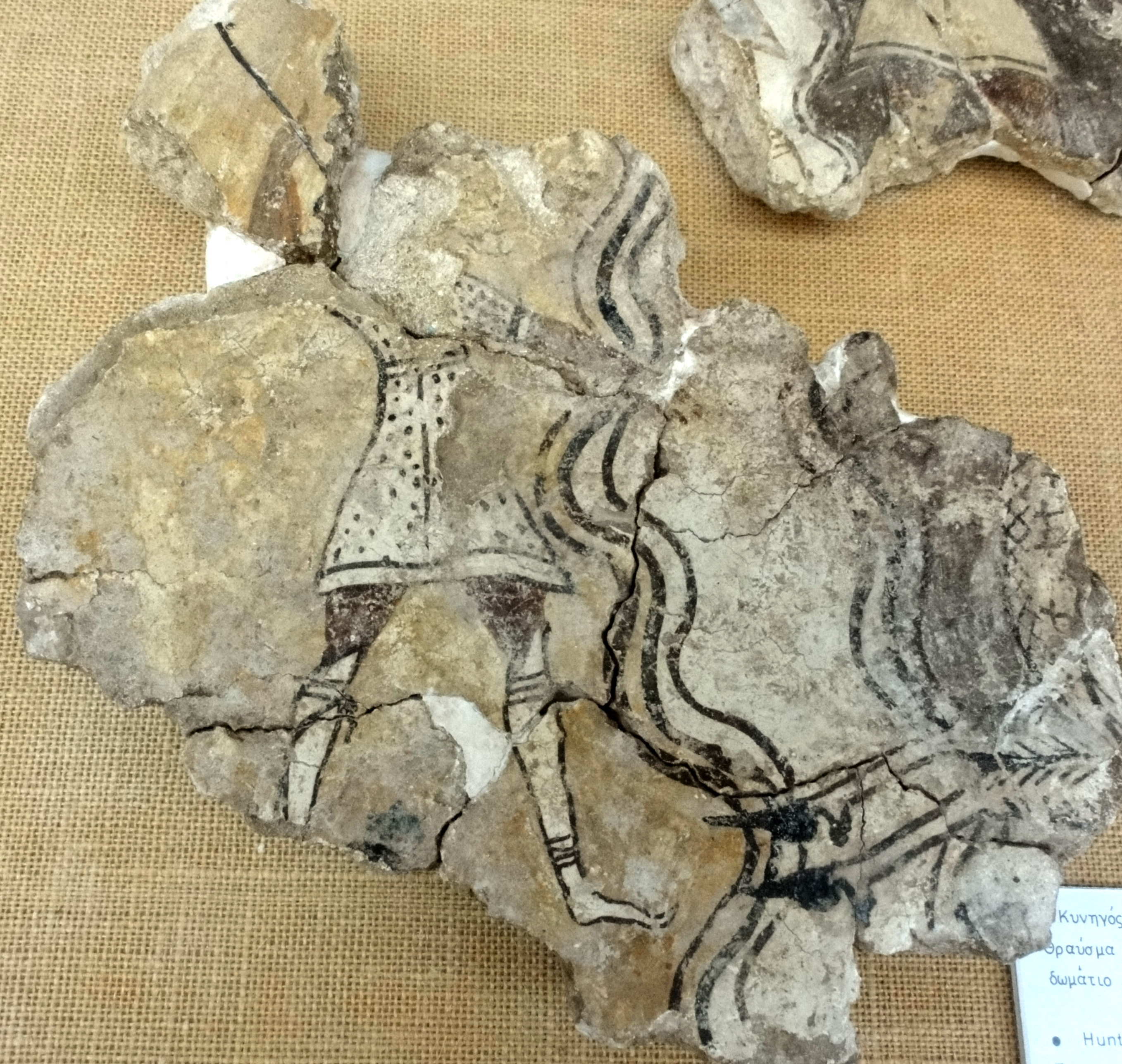
Jagdszene aus dem Palast in Pylos

Bedeutende Reste von Wandmalereien fanden sich im Palast von Pylos. Das Eingangstor war mit Reihen Tributbringern dekoriert. Das Megaron, der Hauptsaal des Palastes, war mit Bullen, Löwen und Hirschen bemalt. Es fanden sich auch Bilder von Greifen. Eine kleine Szene zeigt zwei Personen an einem Bankett, die sich neben einer großen Figur eines Lyraspielers fanden. Die Deutung dieser Darstellungen ist schwierig, wahrscheinlich hatten sie eher eine religiöse Bedeutung. Andere Darstellungen im Palast zeigen Jagd und Kriegszenen.
Spätere Malereien (Helladisch IIIB, ca. 1250 v. Chr.) wirken oftmals gröber als die früheren Malereien. Die Zeichnung wirkt oftmals nachlässig. Die Figuren sind meist mit dicker schwarzer Farbe gezeichnet. Ein Beispiel ist das Bild einer Göttin aus der Zitadelle von Mykene. Die Figur ist mit schwarzen Umrisslinien gezeichnet, wobei es wenig Innenzeichnungen gibt. Im Vergleich zu früheren Darstellungen wirkt das Bild eher plump.

## Plastik

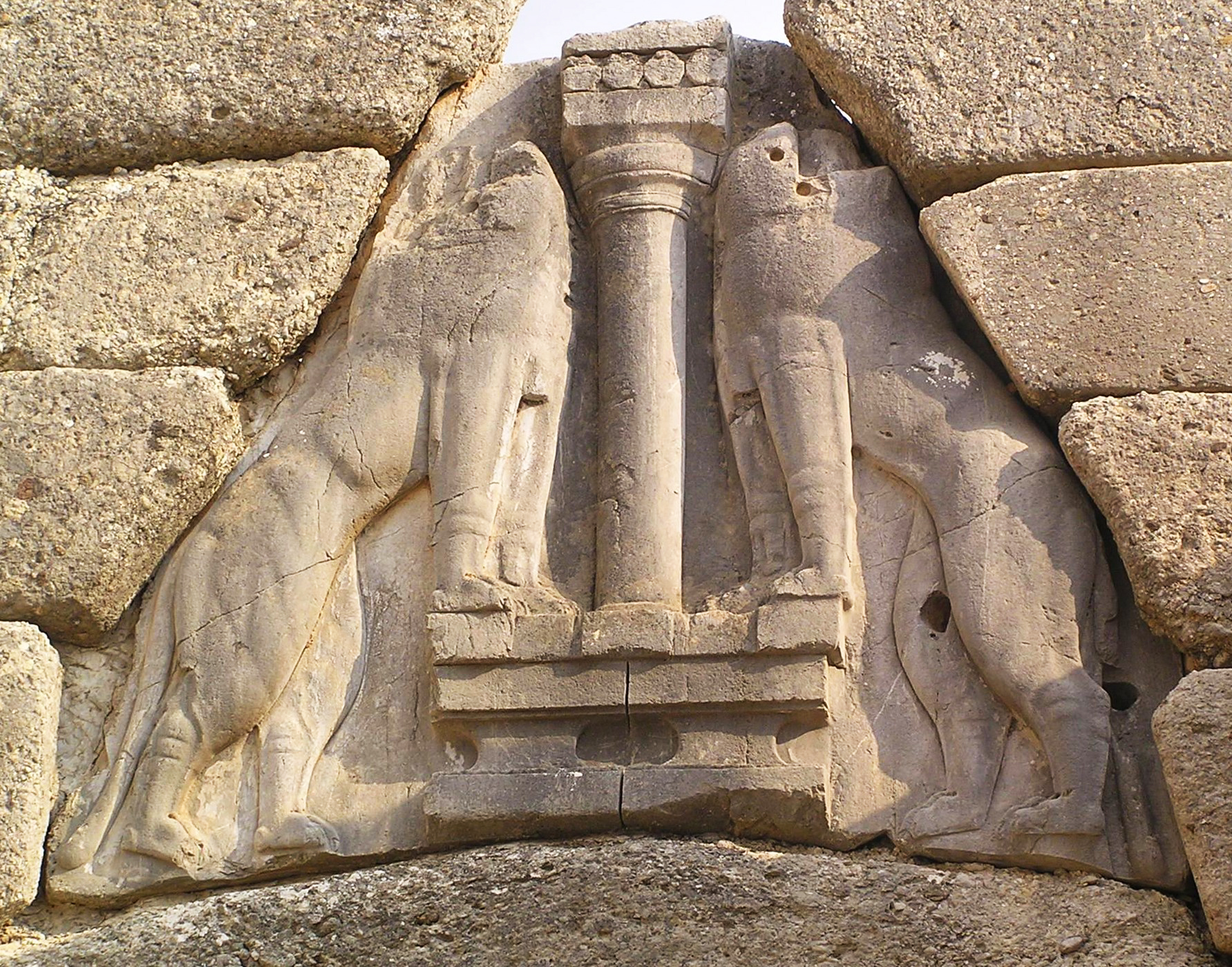
Das Löwentor in Mykene

Die Plastik spielte im Gegensatz zu anderen Hochkulturen nur eine untergeordnete Rolle. Das bekannteste Werk mykenischer Plastik ist sicherlich das Löwentor in Mykene. Zwei aufrecht stehende Löwen sind hier rechts und links von einer Säule wiedergegeben. Das Relief ist kräftig modelliert. Die Konturen und Details der Tierkörper sind gekonnt gearbeitet. Das Werk datiert wahrscheinlich um 1200 v. Chr.
Andere Reliefs aus Mykene sind dagegen weit weniger kunstvoll gestaltet. Bei den Grabanlage in Mykene fanden sich verschiedene Stelen. Sie sind mit flachen Relief dekoriert. Es finden sich Spiralmuster und die Darstellungen von Jagd und Krieg. Die Figuren wirken eher unbeholfen. Insgesamt scheinen die Künstler bemüht gewesen zu sein jede freie Fläche mit einem Dekor zu schmücken (horror vacui).
Hochwertige Arbeiten mykenischer Plastik finden sich dagegen in der Kleinkunst. Von verschiedenen Fundplätzen gibt es herausragende Elfenschnitzereien. Wiederum aus Mykene stammt eine 8 cm hohe Gruppe von zwei Frauen mit einem Kind. Das Werk ist aus Elfenbein geschnitten. Die beiden Frauen tragen weite Kleider. Sie sitzen auf dem Boden, während ein Kind vor ihnen spielt. Eine vergleichbar qualitätsvolle Arbeit fand sich auf Delos. Hier ist ein Soldat auf einem Schild liegend dargestellt. Aus Athen stammt eine runde Dose auf deren Außenseiten Greife dargestellt sind, die einen Hirsch angreifen. Auch hier sind die Figuren gekonnt in das Material geschnitten. Bei allen diesen Arbeiten sind die Figuren naturalistisch wiedergegeben.

## Goldschmiedearbeiten

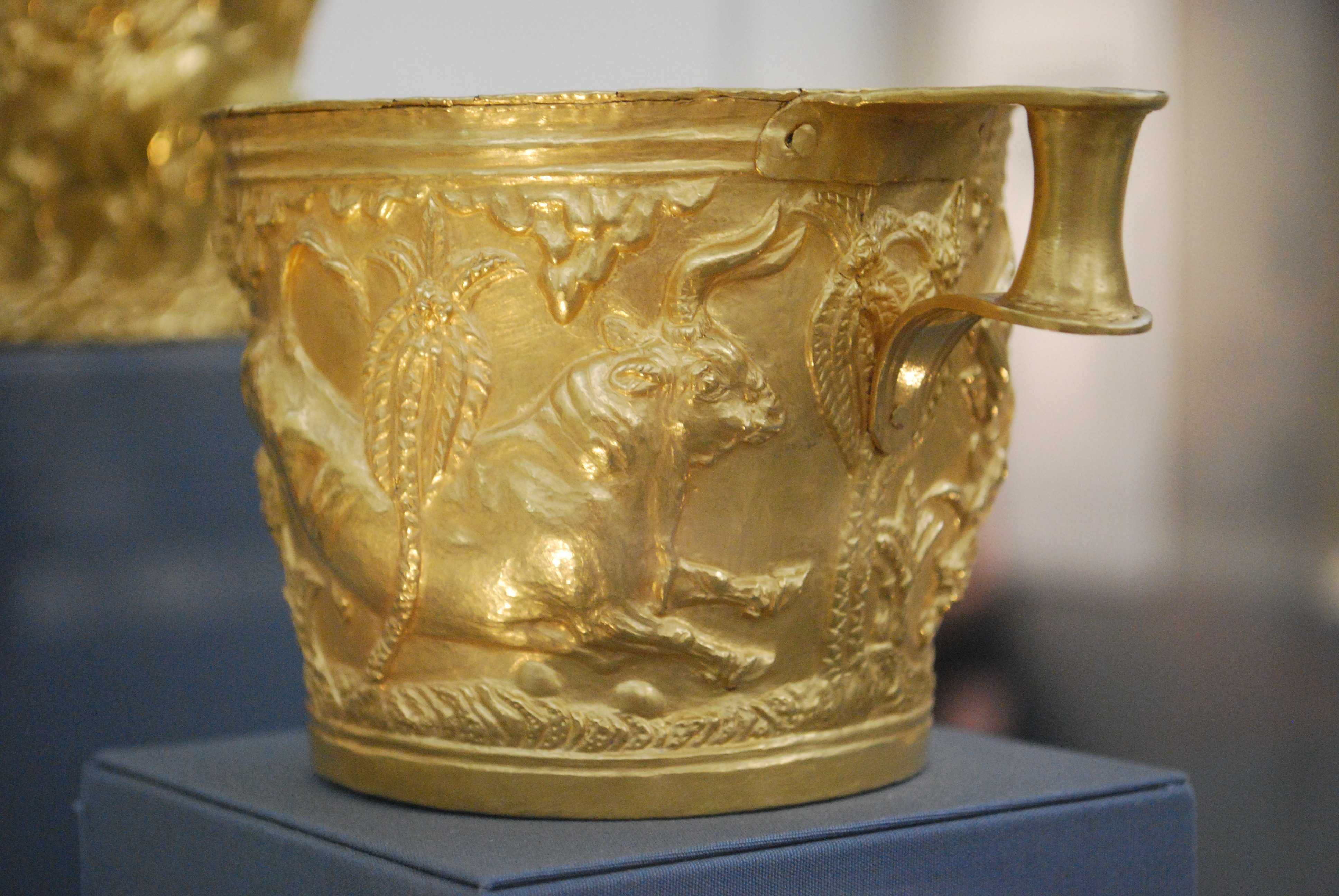
Vaphio-Becher

Zu besonderer Meisterschaft brachten mykenische Künstler die Goldschmiedekunst; hier sind vor allem Goldgefäße, Schmuck und Waffen zu nennen. Da es sich bei diesen Arten von Objekten um solche handelt, die leicht transportierbar waren, ist es oftmals unsicher, ob es sich um minoische oder mykenische Arbeiten handelt. Aus verschiedenen Grabanlagen sind goldene Gefäße bekannt. Einige von ihnen sind mit einem Relief dekoriert. Aus Mykene stammen einige goldene Tassen. Eine von ihnen zeigt eine Reihe von Rosetten, eine andere einen rennenden Löwen. Zwei goldene Becher stammen aus einem unberaubten Tholosgrab von Vaphio bei Sparta. Sie demonstrieren das Können mykenischer Goldschmiede. Auf den Bechern finden sich in das Goldblech getriebene. Der eine Becher (siehe Bild) zeigt drei rennende Stiere in einer felsigen Landschaft. Einer der Stiere ist gefangen und zwischen zwei Olivbäumen festgebunden. Ein weiterer Stier flieht hinter eine Palme, während der dritte einen Mann niedertrampelt und dabei von einem weiteren Mann angegriffen wird. Der andere Becher zeigt anscheinend drei Etappen bei der Einfangung eines Stieres. Ein Stier steht alleine auf einer Weide, in der zweiten Szene spielt er mit einer Kuh, während er in der dritten Szene von einem Mann an dem Bein festgebunden wird. Ein besonderes Meisterwerk ist eine silberne Vase mit Goldauflagen in der Gestalt eines Stierkopfes.

## Keramik
Hauptartikel: Mykenische Keramik

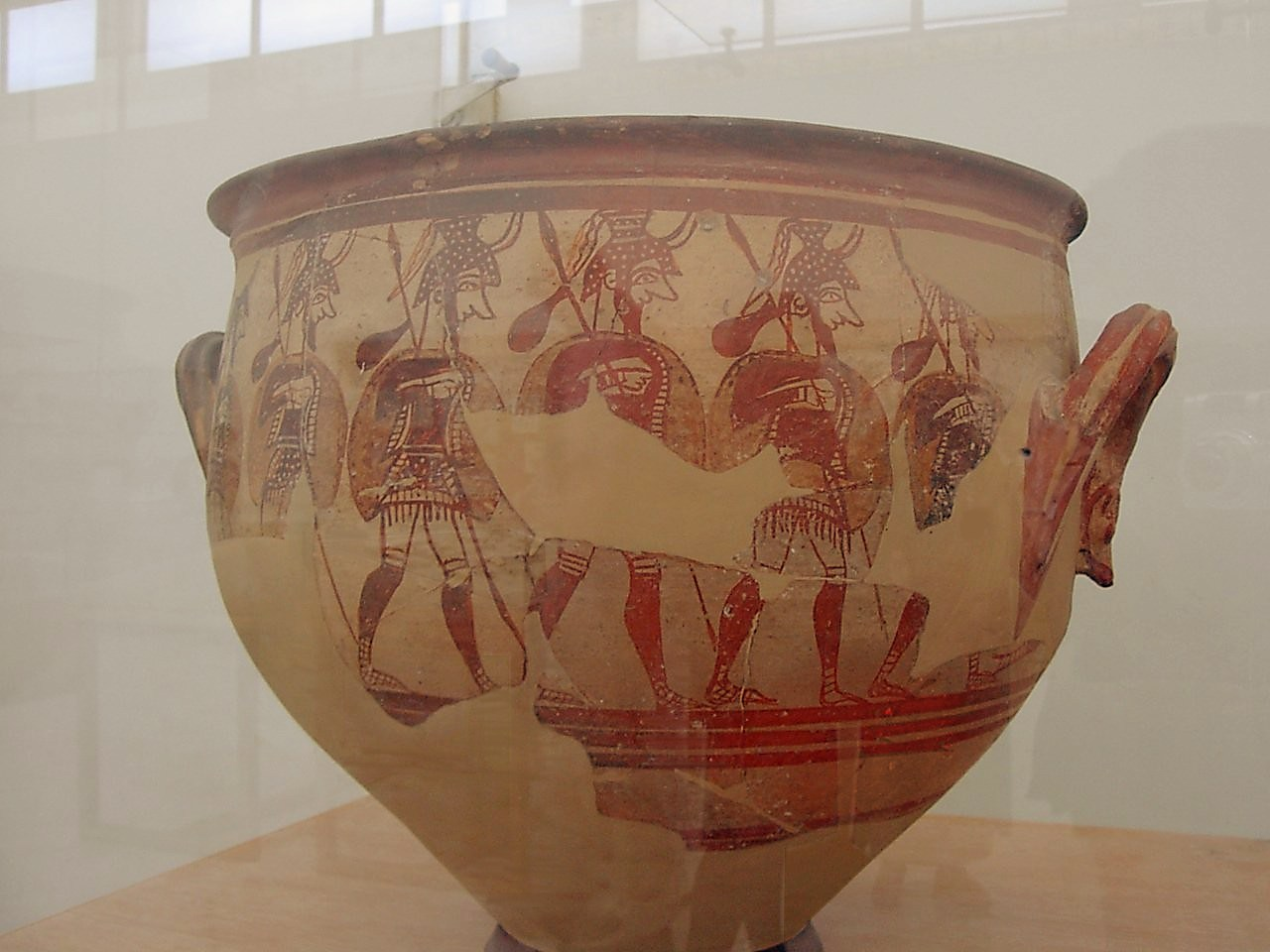
Krater aus Mykene: die sogenannte Kriegervase

Seit der Spätphase der Mittelhelladischen Zeit (ca. 17. Jahrhundert v. Chr.) finden sich auf dem griechischen Festland bemalte Keramikgefäße, die sich bzgl. der Bemalung zunächst stark an minoischen Vorbilder orientieren. Die Gefäßformen der frühmykenischen Keramik lassen sich in teilweise ebenfalls aus Kreta, teilweise aber auch aus der mittelhelladischen Minyschen Keramik ableiten. Die frühesten Beispiele traten in Lakonien und der Argolis zu Tage. Zeitgleich wurden zunächst noch in vielen anderen Regionen für das Mittelhelladikum typische Keramikstile, wie die graue, sogenannte Minysche Keramik oder die Mattbemalte Keramik, weiter produziert. Nach und nach verbreitete sich die mykenische Keramik auch in der gesamten Peloponnes sowie in Mittel-Griechenland und löste die mittelhelladischen Stile ab. Von der minoischen Kunst werden pflanzliche Motive übernommen, die in dunkler Farbe auf den hellen Ton gemalt werden. Die Pflanzen sind meist so sehr stilisiert, dass es in der Regel nicht möglich ist, sie botanisch zu bestimmen. Neben den floralen Motiven finden sich auch figürliche Darstellungen, vor allem Streitwagen, Soldaten, aber auch Tiere wie Bullen oder Vögel. Auch hier sind die Figuren stark stilisiert und einfarbig auf einen hellen Grund aufgetragen. Diese Darstellungen sind vielleicht von den gleichzeitigen Wandmalereien inspiriert.